# Orge (Seine)
Die Orge [ɔʁʒ] ist ein Fluss in Frankreich, der in der Region Île-de-France verläuft. Sie entspringt im Gemeindegebiet von Saint-Martin-de-Bréthencourt. Die Orge entwässert generell in nordöstlicher Richtung und mündet nach rund 54 Kilometern bei Athis-Mons, südöstlich des Flughafens Paris-Orly, als linker Nebenfluss in die Seine. Ein zweiter Mündungsarm erreicht die Seine rund vier Kilometer stromaufwärts, bei Viry-Châtillon. Auf seinem Weg durchquert der Fluss die Départements Yvelines und Essonne. Sein Unterlauf führt im Großraum von Paris durch ein dicht besiedeltes Gebiet mit etwa 370.000 Einwohnern.

## Orte am Fluss
- Saint-Martin-de-Bréthencourt
- Dourdan
- Breuillet
- Égly
- Arpajon
- Saint-Germain-lès-Arpajon
- Brétigny-sur-Orge
- Saint-Michel-sur-Orge
- Longpont-sur-Orge
- Épinay-sur-Orge
- Villemoisson-sur-Orge
- Savigny-sur-Orge
- Juvisy-sur-Orge
- Viry-Châtillon
- Athis-Mons